# Макс Вайнрайх
Макс Вайнрайх (англ. Max Weinreich; 22 квітня 1894, Гольдінген, Курляндська губернія, Російська імперія — 29 грудня 1969, Нью-Йорк, США) — американський лінгвіст-германіст, один із найвпливовіших фахівців в області їдишу.
Макс Вайнрайх — автор відомого афоризму: «Мова — це діалект, у якого є армія і флот».

## Біографія
Мейер Лазаревич Вайнрайх народився 22 квітня 1894 року в місті Кулдіга, в сім'ї Лазаря і Софії Вайнрайх. Навчався в Кулдизі в німецькій школі. C 1909 по 1912 рік проживав в Санкт-Петербурзі, де навчався у приватній єврейській школі для хлопчиків.
У 1925 році Вайнрайх заснував у Вільні у своїй квартирі Єврейський науковий інститут (Yidisher Visnshaftlekher Institut), який пізніше був перетворений в Інститут єврейських досліджень (YIVO). Був директором цього Єврейського наукового інституту з 1925 по 1939. рік
Після початку Другої світової війни Вайнрайх разом із дружиною Регіною Шабад-Вайнрайх (дочкою Цемаха Шабада) і сином Уріелем знаходився в Данії. Регіна Шабад-Вайнрайх повернулася до Вільнюса, а Мейер Вайнрайх разом із сином в березні 1940 року перебрався до США. У Нью-Йорку він став викладати їдиш в Сіті-Коледжі і займався реорганізацією YIVO.

## Наукова діяльність
Макс Вайнрайх перевів на їдиш деякі твори Зигмунда Фрейда і Ернста Толлена. Максу Вайнрайху належать афоризми «Мова — це діалект, у якого є армія і флот», який був виголошений на відкритті 19-ї щорічної конференції YIVO в Нью-Йорку в 1945 році і «Мова — це надто важлива річ, щоб довіряти її лінгвістам».

## Сім'я
- Дружина — Регіна Вайнрайх (уроджена Шабад, 1898—1974), дочка віленського лікаря і громадського діяча Цемаха Шабада.
- Син — Уріел Вайнрайх (1926—1967), американський лінгвіст-германіст, один із піонерів соціолінгвістики і фахівець в області їдишу.
- Син — Габріел Вайнрайх (1928), фізик, фахівець в області акустики, професор Мічиганського університету, священник єпископальної церкви.

## Твори
- Der Onheyb: zamlbukh far literatur un visnshaft, redaktirt fun D. Aynhorn, Sh. Gorelik, M. Vaynraykh, 1922.
- Mekhires-Yosef: … aroysgenumen fun seyfer «Tam ve-yashar» un fun andere sforim …, 1923.
- Shtaplen fir etyudn tsu der yidisher shprakhvisnshaft un literaturgeshikhte, 1923.
- Bilder fun der yidisher literaturgeshikhte fun di onheybn biz Mendele Moykher-Sforim, 1928.
- Praktishe gramatik fun der yidisher shprakh F. Haylperin un M. Vaynraykh, 1929.
- Das Jiddische Wissenschaftliche Institut («Jiwo») die wissenschaftliche Zentralstelle des Ostjudentums, 1931.
- Di shvartse pintelekh. Vilne: Yidisher visnshaftlekher institut, 1939.
- Di Yidishe visnshaft in der heyntiker tsayt. Nyu-York: 1941.
- Hitlers profesorn: heylek fun der daytsher visnshaft in daytshland farbrekhns kegn yidishn folk. Nyu-York: Yidisher visnshaftlekher institut, Historishe sektsye, 1947.
- Fun beyde zaytn ployt: dos shturemdike lebn fun Uri Kovnern, dem nihilist, 1955